# Люткемайер, Альберт
Альберт Люткемайер (нем. Albert Lütkemeyer; 17 июня 1911, Веллингхольцхаузен, Мелле, Германская империя — 26 июня 1947, Хамельн) — гауптштурмфюрер СС, шуцхафтлагерфюрер в концлагере Нойенгамме.

## Биография
Альберт Люткемайер родился 17 июня 1911 года в семье столяра. Люткемайер и сам освоил столярное ремесло. 1 марта 1933 года вступил в НСДАП (билет № 1598919) и Штурмовые отряды (СА). 1 сентября 1934 года перешёл из СА в ряды СС (№ 270485). С 1934 года служил в охране концлагеря Эстервегена. Занимая пост блокфюрера, в 1936 году Люткемайер был прозван заключёнными «стрелком смерти Эстервегена». 1 июня 1936 года был переведён в концлагерь Дахау, где служил в качестве рапортфюрера. 28 апреля 1940 года был переведён в концлагерь Нойенгамме. Изначально был там заместителем шуцхафтлагерфюрера. В октябре 1942 года занял пост 1-го шуцхафтлагерфюрера, сменив Вильгельма Шитли. На этой должности он отвечал за казни. Среди заключённых Люткемайер пользовался дурной славой как «бестия СС», потому что он беспричинно и спонтанно избивал заключённых и прямо допускал насилие. Когда в 1947 году британский военный трибунал признал его ответственным за казнь 59 советских офицеров, Люткемайер переложил ответственность на уже казнённого Мартина Вайса. За умерщвление газом в общей сложности 448 советских военнопленных, которое он сам подготовил, он переложил ответственность на Макса Паули, который уже был приговорён к смертной казни и ожидал своего повешения. В апреле 1944 года был заменён на посту шуцхафтлагерфюрера Антоном Туманом. Впоследствии он был начальником филиала концлагеря Гросс-Розен (рабочий лагерь Ризе в Ойленгебирге).
После войны он присвоил документы погибшего солдата и планирован скрыться в Швейцарии. Поскольку семья отказала ему в финансовой поддержке, он вернулся в родной Веллингхольцхаузен. Там он был арестован и на 8-м процессе по делу о преступлениях в концлагере Нойенгамме ему были предъявлены обвинения в участии в преступлениях в Нойенгамме. Люткемайер был приговорён к смертной казни через повешение. 26 июня 1947 года приговор был приведён в исполнение в тюрьме Хамельна.